# 克洛德·德彪西
阿希爾-克洛德·德布西（法語：Achille-Claude Debussy，1862年8月22日—1918年3月25日），法國作曲家。其为印象主义音乐的奠基者，19世纪末20世纪初最有影响力的作曲家之一，代表作品有管弦樂《大海》和《牧神午後》序曲，鋼琴組曲《貝加馬斯克組曲》、《意象集》、《版畫集》等；而創作最高峰則是歌劇《佩利亞斯與梅麗桑德》。
德布西出生于一个简朴的家庭，家庭内部并没有多少的文化兴趣，但是在他10岁时便展現了音乐天赋，並进入法国音乐学院——巴黎音乐学院就讀。德布西发明了各種写作风格，并花了许多年的时间来发展成熟，尽管音乐学院的保守派教授並不赞成德布西這種創新的作法。在他1902年获得国际声誉之前，已经快四十岁的德布西完成了他唯一一部歌剧，《佩莱亚斯和梅丽森德》。
德布西自幼年起即受到印象派藝術的熏陶。他在馬斯奈等前輩作曲家開創的法國音樂傳統的影響下，結合了東方音樂，西班牙舞曲和爵士樂的一些特點，將法國印象派藝術手法運用到音樂上，創造出了其別具一格的和聲，其音樂對自他以降的作曲家產生了深遠的影響。德布西被總括為印象派音樂的代表，雖然他本人並不同意，甚至設法遠離這一稱謂。一些作家如羅伯·施密茲（E. Robert Schmitz），塞西·格雷（Cecil Gray）亦認為德布西是一位“象徵主義者”而非“印象主義者”。

## 生平

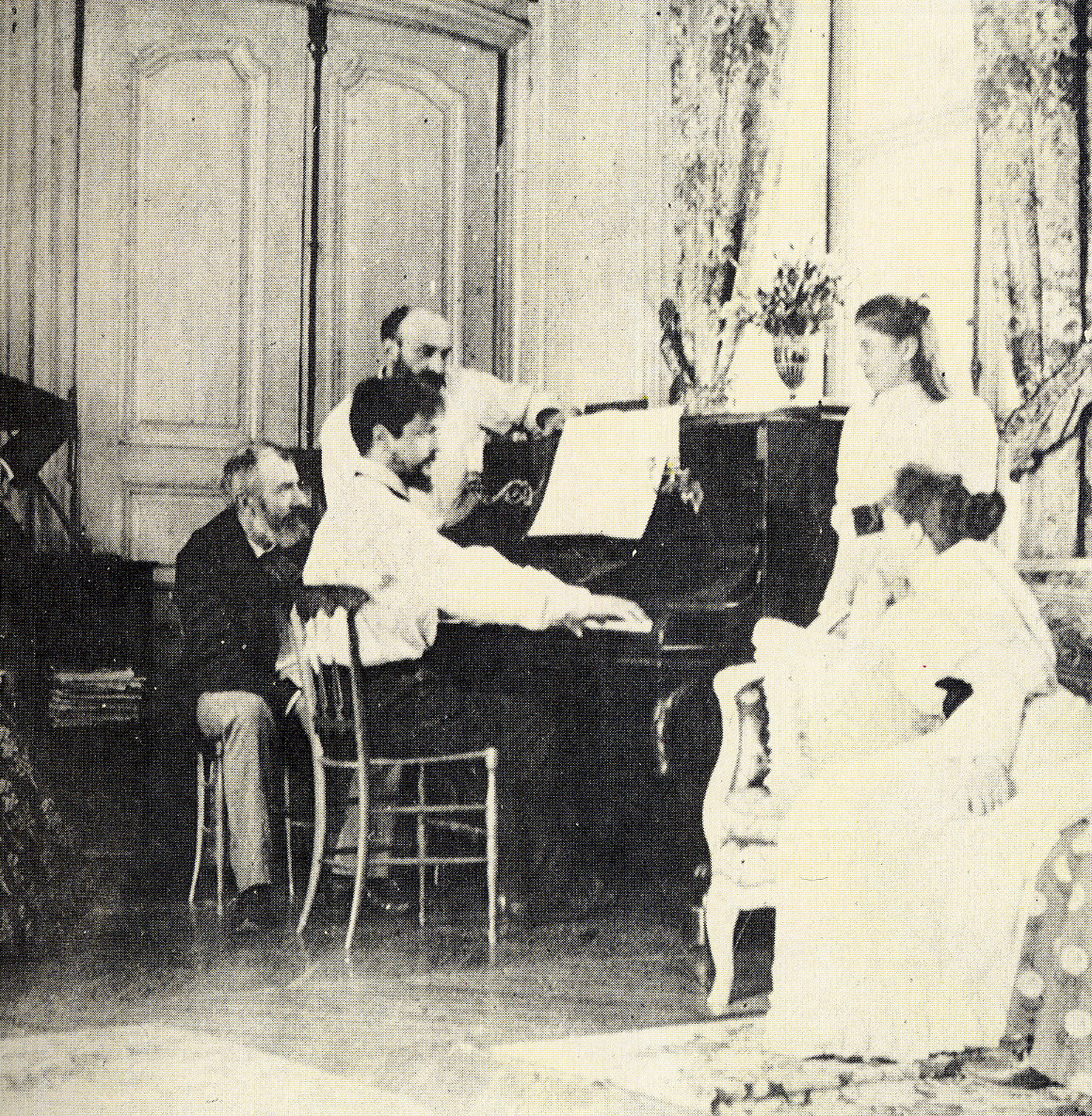
1893年，德布西坐在作曲家歐內斯特·肖松的前方彈鋼琴。

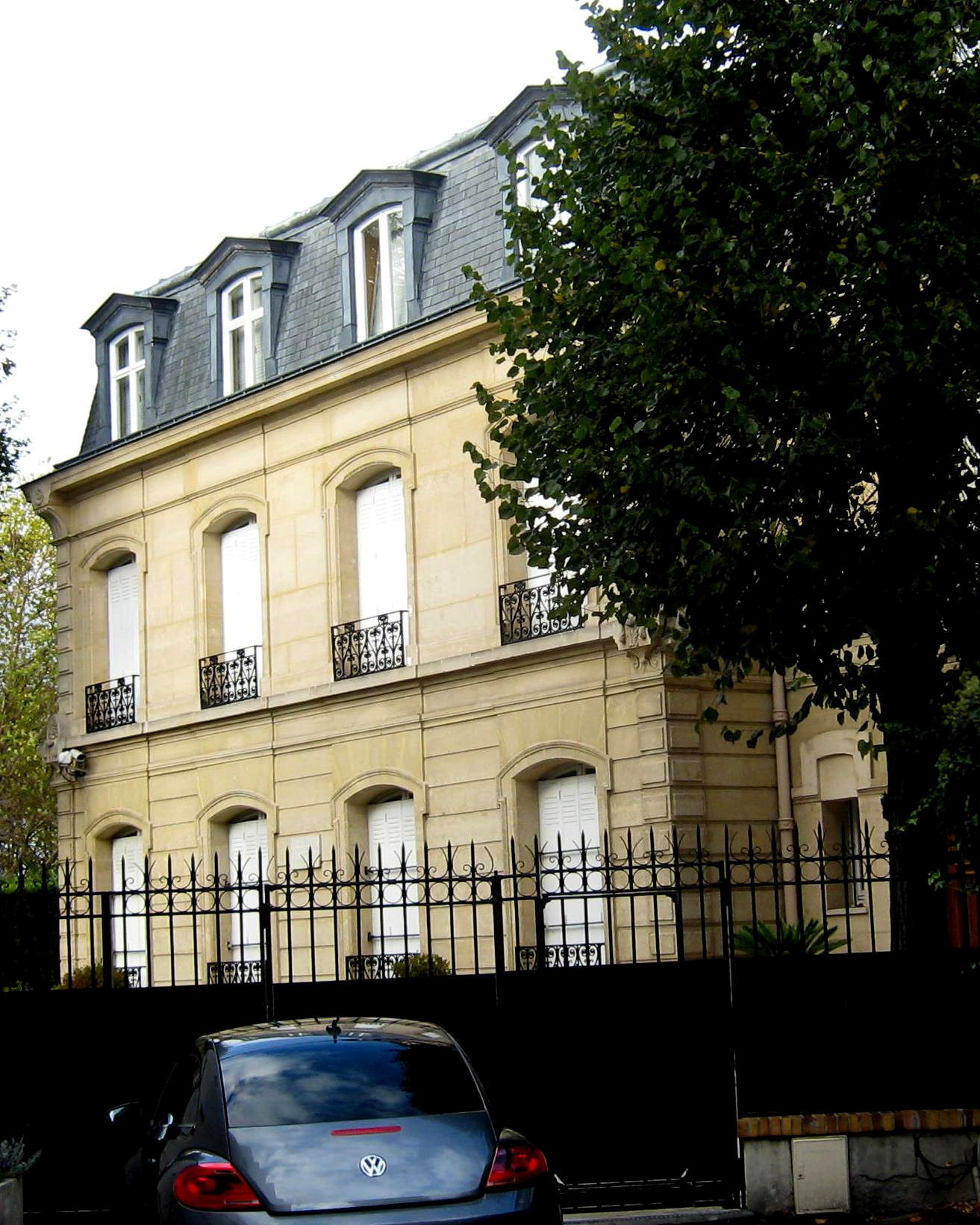
德布西最後的寓所，巴黎福煦大道（Avenue Foch）廣場23號。

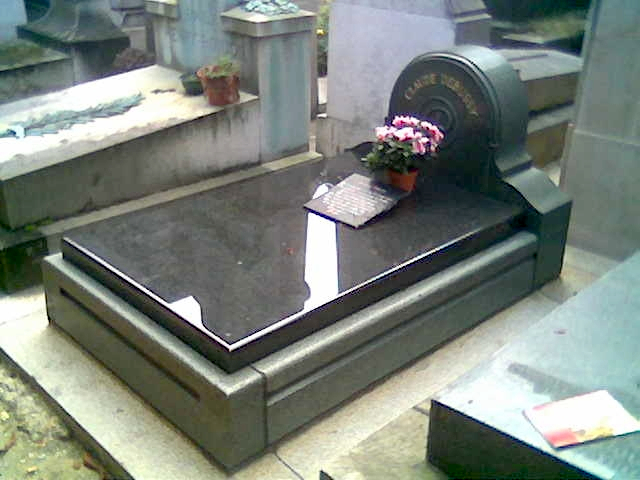
德布西的墳墓，位於帕西公墓

德布西一家原是農民世家，在約1800年他們由勃艮第遷至巴黎。其祖父是販酒商，後則成為一名木匠。而德布西的父親曼紐-阿希爾（Manuel Achille）則曾在海軍當步兵七年，後來與妻子維多林定居聖日耳曼昂萊並經營一家瓷器專賣店。克勞德於1862年8月22日出生於聖日耳曼昂萊，他也是曼紐夫婦的頭一胎。曼紐希望他的兒子成為一個海員。 1870年普法戰爭期間，德布西舉家搬遷到戛納的姑姐克萊門汀（Clementine）家。克萊門汀為克勞德安排了鋼琴課，由一位叫讓·西汝蒂（Jean Cerutti）的意大利人擔任教師。
1871年9歲的小德布西獲得曾是肖邦學生的弗羅爾·莫代夫人（Antoinette Mauté de Fleurville）的關照，1872年，德布西進入巴黎音樂學院，在那裡學習了12年，他的作曲課、音樂理論及歷史課、和聲課、鋼琴課、風琴課、聲樂課，老師們幾乎都是當時的知名音樂家。包括塞扎爾·弗蘭克。德布西是一位視譜能力極強的學生，他的鋼琴彈奏得非常出色，可以進行專業演奏，他演奏過貝多芬、舒曼和韋伯的鋼琴奏鳴曲，肖邦的F大調敘事曲等。
1880年到1882年，德布西在俄羅斯，給馮·梅克夫人的孩子當音樂教師，巧的是這位夫人正是柴可夫斯基的贊助人。不過，雖然有這樣的關係，看不出德布西受過什麼柴可夫斯基的影響。馮·梅克夫人曾把德布西寫的一個曲子《Danse bohémienne》寄給柴可夫斯基徵求意見。柴可夫斯基回信說，這是一個非常美麗動聽的段子，可惜太短了。
1884年德布西回到巴黎音樂學院，他以他的《L'Enfant prodigue》獲得羅馬大獎，他獲得了一份獎學金和前往罗马法国学院四年留學的資格。1885年1月，他到了羅馬。一直到1887年期間，德布西都是在羅馬度過的。眾所周知，德布西對學院的音樂同行沒有好感。「我到達別墅的那個晚上，特地把我的清唱劇展示出來，獲得了一些人的好評。不過，這不是出自甚麼音樂家的批評。」這段時間他的創作更多是應付所需，而不是出自靈感，他則把暇餘時間用於閱讀波德莱尔、斯賓諾莎、叔本华等人的著作。最終，他也沒有完成羅馬的學業。值得一提的是，特立獨行的德布西對米开朗基罗、拉斐尔的一些冷門作品很感興趣。1885年李斯特造訪別墅時，德布西為他演奏了夏布里耶的《浪漫圓舞曲》。
1888年他離開羅馬，到德國拜罗伊特參加音樂節，在那裡他被瓦格纳式的歌劇大為震撼，在拜羅伊特待到1889年才回到巴黎。華格納早在1883年就去世了，但是他的音樂風格影響了青年德布西。
1889年，巴黎舉行世界博覽會，那一年巴黎艾菲爾鐵塔樹立起來。在博覽會上，德布西聽到了爪哇甘美朗的演奏，對十二平均律和五聲調式印象深刻。
1890年，德布西為學院寫作的鋼琴與管弦樂幻想曲將要在樊尚·丹第指揮之下進行首演。然而德布西對作品本身，以及排練的結果都不滿意，他在最後一次彩排之後直接將總譜、分譜全部帶走，演出也因此取消。
1918年3月25日，德布西因直腸癌於巴黎逝世，享年55歲。

## 作品

### 作曲
按體裁時間分列：
鋼琴曲
- 《兩首阿拉貝斯克（英语：Two Arabesques）》（1888年–1891年）
- 《夢》（1890年）
- 《貝加馬斯克組曲》（含《月光》，1890年）
- 《版畫》（1903年）
- 《快樂島》（1904年）
- 《映像 第1集》（1905年）
- 《映像 第2集》（1907年）
- 《兒童天地》（1906年－1908年）
- 《霧》（1910年－1913年）
- 《枯萎的樹葉》（1910年－1913年）
- 《维諾之門》（1910年－1913年）
- 《善舞仙女》（1910年－1913年）
- 《歐石楠》（1910年－1913年）
- 《拉文將軍．乖僻木偶》（1910年－1913年）
- 《月色滿庭台》（1910年－1913年）
- 《水仙女》（1910年－1913年）
- 《向匹克威克先生致敬》（1910年－1913年）
- 《骨壼》（1910年－1913年）
- 《三度交替》（1910年－1913年）
- 《焰火》（1910年－1913年）
- 《练习曲》（1915年）

室內樂
- 《弦樂四重奏》（1893年）
- 《大提琴奏鳴曲》（1915年）
- 《長笛、中提琴和豎琴奏鳴曲》（1915年）
- 《小提琴奏鳴曲》（1916年－1917年）

管弦樂
- 《牧神午後》序曲（Prélude à l'après-midi d'un faune，1894年）
- 《夜曲》（Nocturnes，1899年）
- 《大海》（La Mer，1905年）
- 《意象》（Images，1912年）

獨奏曲/協奏曲
- 《第一號狂想曲》（Première rhapsodie，1910年）

舞台作品
- 《羅德利戈與西梅納》（歌劇，未完成，1890年－1892年）
- 《佩利亞斯與梅麗桑德》（歌劇，1892年－1902年）
- 《聖塞巴斯蒂安之殉難》（神劇，1911年）
- 《阿夏家的沒落》（歌劇，未完成，1908年－1917年）

合唱
- 《浪子》（1884年）
- 《中選之小姐》（1888年）

歌曲
計五十餘首

## 評價
德彪西可说是一位革命性的音乐家，他创新和声与旋律，在他的音乐中，色彩、音色与节奏的重要性绝对不亚于和声与旋律。虽然他的早期作品还存在着调性，但是后期的几乎已经濒临溃散的地步。经过德彪西创新之后，音乐创作就不再被既定规则所限制，改革风气从此一发不可收拾。

## 軼事

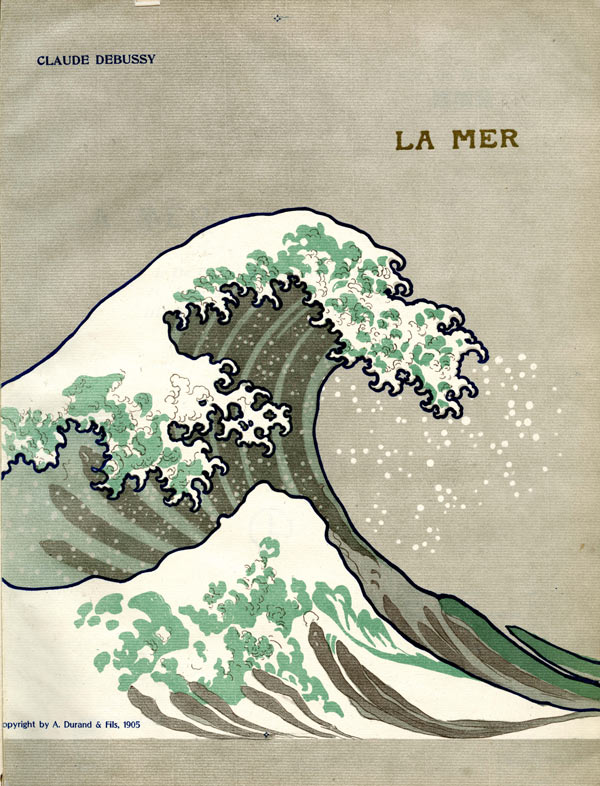
交響詩作品《大海》的總譜封面

- 水星上位於33.9°S, 347.5°W的撞擊坑命名為德布西撞擊坑[11]。
- 德彪西非常喜歡日本浮世繪畫家葛飾北齋的著名木版畫《神奈川沖浪裏》，在其住家內懸掛欣賞，且在1905年發行的交響詩作品《大海》以《神奈川沖浪裏》做為總譜封面。

## 参見
- 克洛德·德彪西（德国国家图书馆目录相关文献）

### 樂譜
- 克洛德·德彪西的免费乐谱，由国际乐谱典藏计划提供
- All Piano Scores上的公共领域乐谱 （页面存档备份，存于）
- Kreusch Sheet Music上的免费德彪西乐谱 （页面存档备份，存于）